# Calolepis
Calolepis är ett släkte av svampar. Calolepis ingår i familjen Cookellaceae, ordningen Myriangiales, klassen Dothideomycetes, divisionen sporsäcksvampar och riket svampar.
|           | Pycnoderma                           |
|           |                                      |
|           | Uleomyces                            |
|           |                                      |
|           | Cookella                             |
|           |                                      |
|           | Pycnodermina                         |
|           |                                      |
| Calolepis | \| \| Calolepis congesta \| \| \| \| |
|           | \| \| Calolepis congesta \| \| \| \| |
|           | Calolepis congesta                   |
|           |                                      |

|  | Calolepis congesta |
|  |                    |